# Friedrich Schlichtegroll

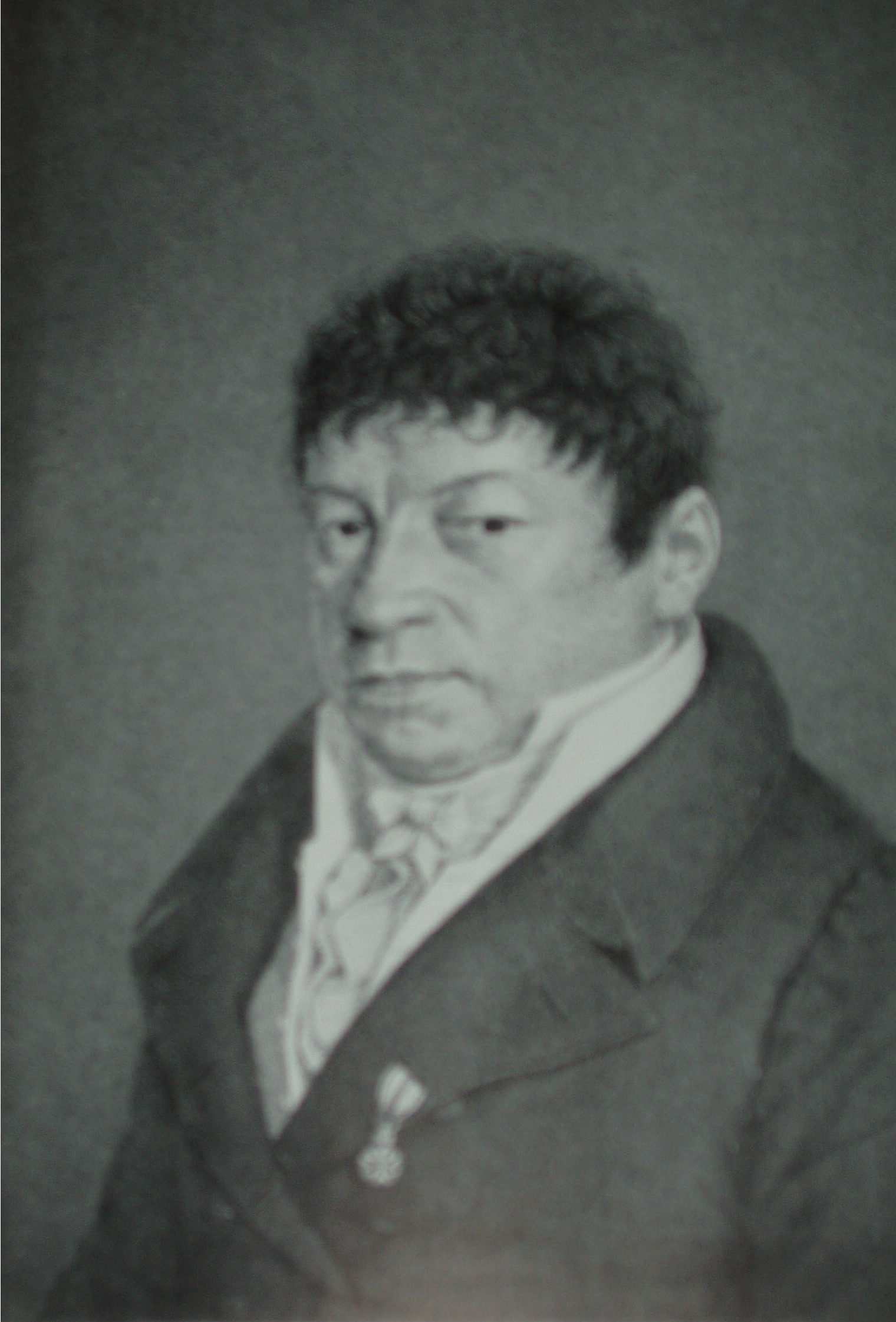
Retrato de Friedrich Schlichtegroll; artista desconocido

Adolf Heinrich Friedrich Schlichtegroll (8 de diciembre de 1765 en Waltershausen - 4 de diciembre de 1822 en Munich ) fue un profesor y erudito. Fue el primer biógrafo de Wolfgang Amadeus Mozart . Su breve relato de la vida de Mozart (qu contiene 6.000 palabras) se publicó en un volumen de doce obituarios preparado por él y titulado Nekrolog auf das Jahr 1791 (" Necrología del año 1791"). El libro seu publicó en 1793, dos años después de la muerte de Mozart.

## Rivalidad biográfica
La biografía de Schlichtegroll compitió con otra obra cercana a la muerte de Mozart. Franz Niemetschek, se basó para su libro en el testimonio de la viuda de Mozart, Constanze. La biografía de Schlichtegroll es relativamente crítica con el papel que desempeñó Constanze en la vida de Mozart, debido probablemente a la antipatía de Nannerl hacia Constanze; para más detalles ver María Anna Mozart . Según el Diccionario de Música Grove, "Constanze compró y destruyó toda la edición del Nekrolog (la publicación que contiene el obituario de Schlichtegroll), parece ser que no le gustaba la descripción que hacía de sí misma".

## Evaluación
Algunos eruditos modernos críticamente el trabajo de Schlichtegroll. Cliff Eisen y Simon P. Keefe lo consideran como el primero de una larga y dudosa tradición:
la tradición de representar a Mozart como una extraña mezcla de ángel y bestia, Tamino y Papageno: sublime en lo que a su música se refiere, pero patéticamente inadecuado en asuntos mundanos.
Bruce Cooper Clarke, quien ha escrito un extenso comentario, publicado en la web, sobre el trabajo de Schlichtegroll, lo evalúa así:
La deuda que la posteridad tiene con Friedrich Schlichtegroll es mixta. Por un lado, debido a que hizo preguntas poco después de la muerte de Mozart con la perspectiva de publicarlas, la hermana de Mozart y otras personas que conocían al compositor se vieron incitadas a poner por escrito parte de sus recuerdos, reminiscencias que de otro modo nunca habrían sido publicadas. Por otro lado, a través del manejo de estos materiales, Schlichtegroll dio inicio a la formación de un mito, el "niño eterno" que, a pesar de su irrelevancia y desatino, desde entonces se ha entrometido en todos los esfuerzos por escribir la biografía de Mozart .